# 日本医科大学付属病院
日本医科大学付属病院（にほんいかだいがくふぞくびょういん）は、東京都文京区千駄木にある病院であり、学校法人日本医科大学の大学付属病院である。特定機能病院。

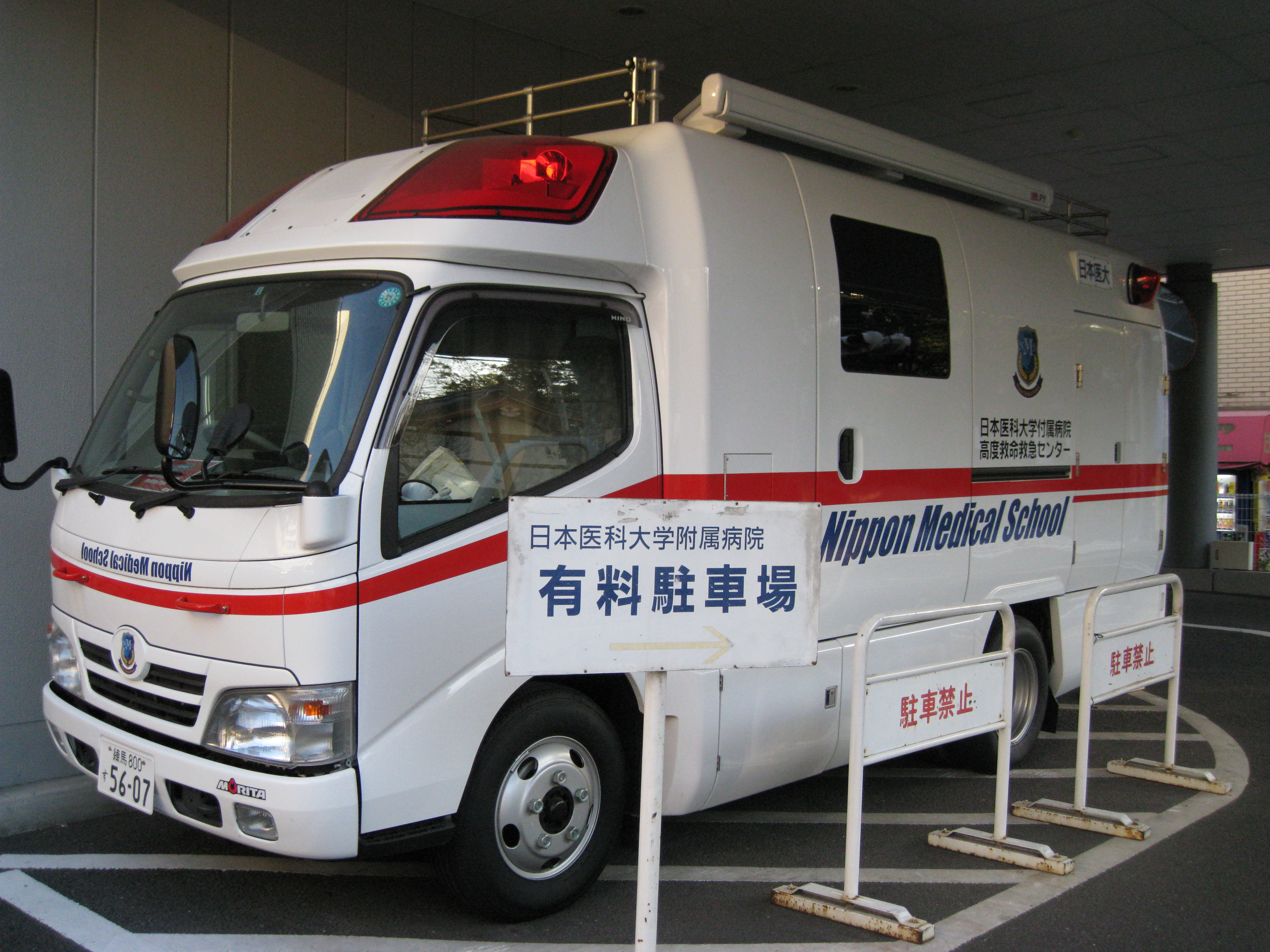
ドクターカー

## 沿革
- 1910年(明治43年)10月 日本医学校付属医院を開設
- 1926年(大正15年)     日本医科大学第二医院と改称
- 1953年(昭和29年)4月  日本医科大学付属医院と改称
- 1963年(昭和38年)4月  日本医科大学付属病院と改称
- 1977年(昭和52年)1月  厚生省認可第一号救急救命センター設置
- 1986年(昭和61年)9月  東館新築
- 1993年(平成5年)4月  高度救命救急センターに指定（厚生省認可第一号）
- 1993年(平成5年)12月 特定機能病院承認
- 2008年(平成20年)2月  地域がん診療連携拠点病院に指定
- 2014年(平成26年)8月  新病院（前期）開院
- 2018年(平成30年)1月  新病院（後期）開院
- 2018年(平成30年)4月  がんゲノム医療連携病院に指定

出典：日本医科大学付属病院 公式ホームページ「病院概況・沿革」

## 診療科
以下の診療科が存在する。

### 内科系
- 循環器内科
- 老年内科
- 脳神経内科
- 腎臓内科
- リウマチ・膠原病内科 ／ 強皮症・筋炎先進医療センター
- 血液内科
- 糖尿病内分泌代謝内科
- 消化器・肝臓内科
- 呼吸器内科
- 化学療法科
- 精神神経科
- 小児科
- 遺伝診療科
- 脳卒中集中治療科
- 放射線科
- 放射線治療科
- 東洋医学科
- 口腔科（周術期）
- リハビリテーション科

### 外科系
- 消化器外科
- 乳腺科
- 内分泌外科
- 心臓血管外科
- 呼吸器外科
- 脳神経外科
- 整形外科・リウマチ外科
- 女性診療科・産科
- 耳鼻咽喉科・頭頸部外科
- 泌尿器科
- 皮膚科
- 眼科
- 麻酔科
- 緩和ケア科
- がん診療科
- 救命救急科（CCM）
- 形成外科・再建外科・美容外科
- 心臓血管集中治療科
- 外科系集中治療科

### 救急・総合診療センター
- 救急・総合診療センター（総合診療科、救急診療科）

## 医療機関の指定等
- 保険医療機関
- 救急告示医療機関
- 労災保険指定医療機関
- 指定自立支援医療機関（更生医療・育成医療・精神通院医療）
- 身体障害者福祉法指定医の配置されている医療機関
- 精神保健指定医の配置されている医療機関
- 生活保護法指定医療機関
- 医療保護施設
- 結核指定医療機関
- 指定養育医療機関（未熟児医療）
- 原子爆弾被害者一般疾病医療取扱医療機関
- 公害医療機関
- 母体保護法指定医の配置されている医療機関
- 特定機能病院
- 災害拠点病院
- 高度救命救急センター
- 臨床研修指定病院
- 臨床修練指定病院
- がん診療連携拠点病院
- エイズ治療拠点病院
- 特定疾患治療研究事業委託医療機関
- DPC対象病院
- 小児慢性特定疾患治療研究事業委託医療機関

## 先進医療
以下の先進医療を行っている。

- 多焦点眼内レンズを用いた水晶体再建術
- 腹腔鏡下傍大動脈リンパ節郭清術
- 治療抵抗性の子宮頸がんに対するシスプラチンによる閉鎖循環下骨盤内非均衡灌流療法　子宮頸がん（術後に再発したものであって、同時化学放射線療法に不応かつ手術が不能なものに限る。）
- 自家骨髄単核球移植による下肢血管再生治療　バージャー病（従来の治療法に抵抗性を有するものであって、フォンタン分類III度又はIV度のものに限る。）
- ニボルマブ静脈内投与及びドセタキセル静脈内投与の併用療法　進行再発非小細胞肺がん（ステージがＩＩＩB期、IIIC期若しくはIV期又は術後に再発したものであって、化学療法が行われたものに限る。）

## 費用負担
- 紹介状がない場合、保険外併用療養費が7,700円別途発生する。[5]
- クレジットカード・デビットカードの使用はできなかったが、2014年8月から可能となった。

## 院内施設
- 和風レストラン「我流うどん」[6] (本館2階)[7]
- スターバックス日本医科大学付属病院店　(中央棟2階)[7]
- セブン-イレブンAIM日本医科大学付属病院店 (中央棟1階)[8]
- みずほ銀行日本医科大学付属病院出張所(ATM)[9] (中央棟2階)[7]
- セブン銀行 セブン-イレブンＡＩＭ日本医科大学付属病院店共同出張所(ATM)[10] (中央棟1階)[8]

## 交通アクセス
- 東京メトロ南北線東大前駅より徒歩5分。
- 東京メトロ南北線本駒込駅より徒歩8分。
- 東京メトロ千代田線千駄木駅より徒歩7分。
- 東京メトロ千代田線根津駅より徒歩7分。
- 都営地下鉄三田線白山駅より徒歩10分。

## テレビ番組
- 日経スペシャル ガイアの夜明け あなたの体がよみがえる ～最先端・再生医療の可能性～（2009年7月7日、テレビ東京）[11]。- 再生医療に挑む糖尿病患者と医師を取材。